# Histoire singulière à l'est du fleuve (film, 1960)
Pour les articles homonymes, voir Histoire singulière à l'est du fleuve.
Pour plus de détails, voir Fiche technique et Distribution.
Histoire singulière à l'est du fleuve (濹東綺譚, Bokutō kitan) est un film japonais de Shirō Toyoda sorti en 1960 et adapté d'un roman de Kafū Nagai.

## Synopsis
1936, Japon. Junpei Taneda est un professeur de collège malheureux dans sa vie de couple. Il est marié à Mitsuko depuis dix ans et élève le fils que sa femme a eu alors qu'elle était la maîtresse de M. Takuma, un président d'université. Un jour, alors qu'un orage éclate, il fait la connaissance d'Oyuki, une prostituée de Tamanoi, célèbre quartier des plaisirs de Tokyo. Oyuki est une ancienne geisha d'Utsunomiya tombée dans la prostitution pour subvenir aux besoins de sa mère malade. Elle tombe amoureuse du professeur Taneda qu'elle croit célibataire.

## Fiche technique
- Titre français : Histoire singulière à l'est du fleuve
- Titre original : 濹東綺譚 (Bokutō kitan?)
- Titre anglais : The Twilight Story[1]
- Réalisation : Shirō Toyoda
- Scénario : Toshio Yasumi (ja) d'après le roman éponyme de Kafū Nagai paru en 1937[2]
- Photographie : Masao Tamai
- Direction artistique : Kisaku Ito
- Son : Kenji Nagaoka
- Musique : Ikuma Dan
- Producteurs : Ichirō Satō
- Sociétés de production : Tōhō
- Pays d'origine :  Japon
- Langue originale : japonais
- Format : noir et blanc - 2,35:1 - 35 mm - son mono
- Genre : drame
- Durée : 120 minutes (métrage : 8 bobines - 3 285 m[3])
- Dates de sortie :
  - Japon : 28 août 1960[3]
  - États-Unis : 6 avril 1962[1]

## Distribution
- Fujiko Yamamoto : Oyuki
- Hiroshi Akutagawa : Junpei Taneda
- Michiyo Aratama : Mitsuko, la femme de Junpei
- Eijirō Tōno : le professeur Yamai
- Nobuko Otowa : Kyōko Yamai, sa femme
- Masao Oda : Otokichi, l'oncle d'Oyuki
- Shikaku Nakamura : N
- Keiko Awaji : Ofusa
- Nobuo Nakamura : Sanji
- Seiji Miyaguchi : Yoshizo
- Kyōko Kishida : Teruko
- Sumiko Hidaka : Tamae
- Tomoko Kō : Omachi
- Teruko Nagaoka : Osugi
- Natsuko Kahara : Otane, la femme de Yoshizo
- Chisako Hara : Otoki
- Chūzaburō Wakamiya : Minomatsu
- Tatsuo Matsumura : Endō

## Autour du film
Dans son roman Kafū Nagai entremêle deux récits, celui conté à la première personne d'un écrivain sexagénaire qui cherche l'inspiration pour son roman dans le quartier des plaisirs de Tamanoi à Tokyo et qui rencontre Oyuki, une prostituée et l'histoire du livre qu'il est en train d'écrire qui conte la relation entre le professeur Junpei Taneda et Sumiko. Dans son film, Shirō Toyoda fait du romancier (Le personnage N interprété par Shikaku Nakamura est Kafū Nagai) le témoin et le narrateur de l'histoire d'amour entre le professeur Junpei Taneda et la prostituée Oyuki.
En 1992, le réalisateur et scénariste Kaneto Shindō a tourné Histoire singulière à l'est du fleuve, une biographie de Kafū Nagai, en adaptant son roman de Bokutō kitan avec Yuki Sumida dans le rôle d'Oyuki et Masahiko Tsugawa dans le rôle de Kafū Nagai.

## Récompenses
Sauf indication contraire, les informations mentionnées dans cette section peuvent être confirmées par la base de données cinématographiques IMDb,  présente dans la section « Liens externes ».
- 1961 : Prix Kinema Junpō de la meilleure actrice pour Fujiko Yamamoto[6]
- 1961 : Prix Blue Ribbon de meilleur second rôle masculin pour Masao Oda[7]